# Phyllonorycter lapadiella
Phyllonorycter lapadiella is een vlinder uit de familie mineermotten (Gracillariidae). De wetenschappelijke naam is voor het eerst geldig gepubliceerd in 1909 door Krone.
De soort komt voor in Europa.